# Política de São Vicente e Granadinas
Em São Vicente e Granadinas, o sistema político é organizado da seguinte maneira:
Chefe de Estado: O Chefe de Estado de São Vicente e Granadinas é o rei Carlos III do Reino Unido (desde settembro de 2022), representada pela governadora-geral Dame Susan Dougan (desde setembro de 2002). O Chefe de Governo é o Primeiro Ministro Ralph E. Gonsalves (desde março de 2001).
Governador Geral: indicado pela Rainha Elizabeth II
Gabinete: Gabinete indicado pelo governador-geral, sob auxílio do Primeiro Ministro.
Eleições: após as eleições legislativas, o líder do partido de maioria ou o líder da coalização majoritária é geralmente indicado Primeiro Ministro pelo governador-geral, que também indica o Primeiro Ministro Adjunto.
Poder Legislativo: Parlamento unicameral (21 assentos, 15 representantes eleitos e seis Senadores indicados; os representantes são eleitos por voto popular).
Poder Judiciário : Membro da Eastern Caribbean Supreme Court (Suprema Corte Do Cararibe Oriental), que é baseada em Santa Lúcia, sendo que um juiz da Suprema Corte reside em São Vicente e Granadinas.